# Novi Obîhodî, Nemîriv
Novi Obîhodî (în ucraineană Нові Обиходи) este localitatea de reședință a comunei Novi Obîhodî din raionul Nemîriv, regiunea Vinnița, Ucraina.

## Demografie
Componența lingvistică a localității Novi Obîhodî
     Ucraineană (98,26%)
     Rusă (1,22%)
     Alte limbi (0,52%)
Conform recensământului din 2001, majoritatea populației localității Novi Obîhodî era vorbitoare de ucraineană (98,26%), existând în minoritate și vorbitori de rusă (1,22%).